# Jaroslav Róna
Jaroslav Róna (Praga, 27 de abril de 1957) es un escultor, pintor, escritor y actor checo.

## Biografía
Tras sus estudios de secundaria en Praga, entre 1972 y 1975, asiste a la Escuela Kara Hlinsko. Entre 1975 y 1978 se formó en la Escuela de Artes Hollarovo náměstí de Praga. De 1978 a 1984 cursó estudios en la facultad Arts and Crafts College de Praga, entre otros con el profesor Stanislav Libenský. En 1984 colabora 1984 con T. Vorel en el Mimozsa Theatre y es asiduo del movimiento „Pražská pětka“ (The Five of Prague). En 1985 Róna expuso sus cuadros en una residencia estudiantil de Hradec Králové, Bohemia Oriental. Entonces el artista pintaba cuadros dadaístas que salían del cauce de la pintura oficialista. En 1987 funda junto a otros el grupo de arte Tvrdohlaví (Los empecinados), grupo que desafiaba a la oficialista Unión de Artistas Plásticos.
Tras la Revolución de Terciopelo de 1989, Jaroslav Róna se convirtió en un artista de éxito.  Su taller está situado cerca del cementerio judío, junto a la tumba de Franz Kafka.

## Trabajos
- 2001: Estatua de Franz Kafka, bronce en la calle Dusni de Praga.[4]
- 2005: Estatua Little Martian, parque Hadovka, Praga.
- 2007: David y Goliath, "Špalíček", Cheb.
- 2008: Mythical Ship, Bratislava.[5]
- 2011: Komerční banka, estatuilla del premio.[6]
- 2015: Odvaha, Caballo de bronce Brno

## Publicaciones
- Umanuté kresby, Praga : Torst, 2002, ISBN 80-7215-173-8

## Galería

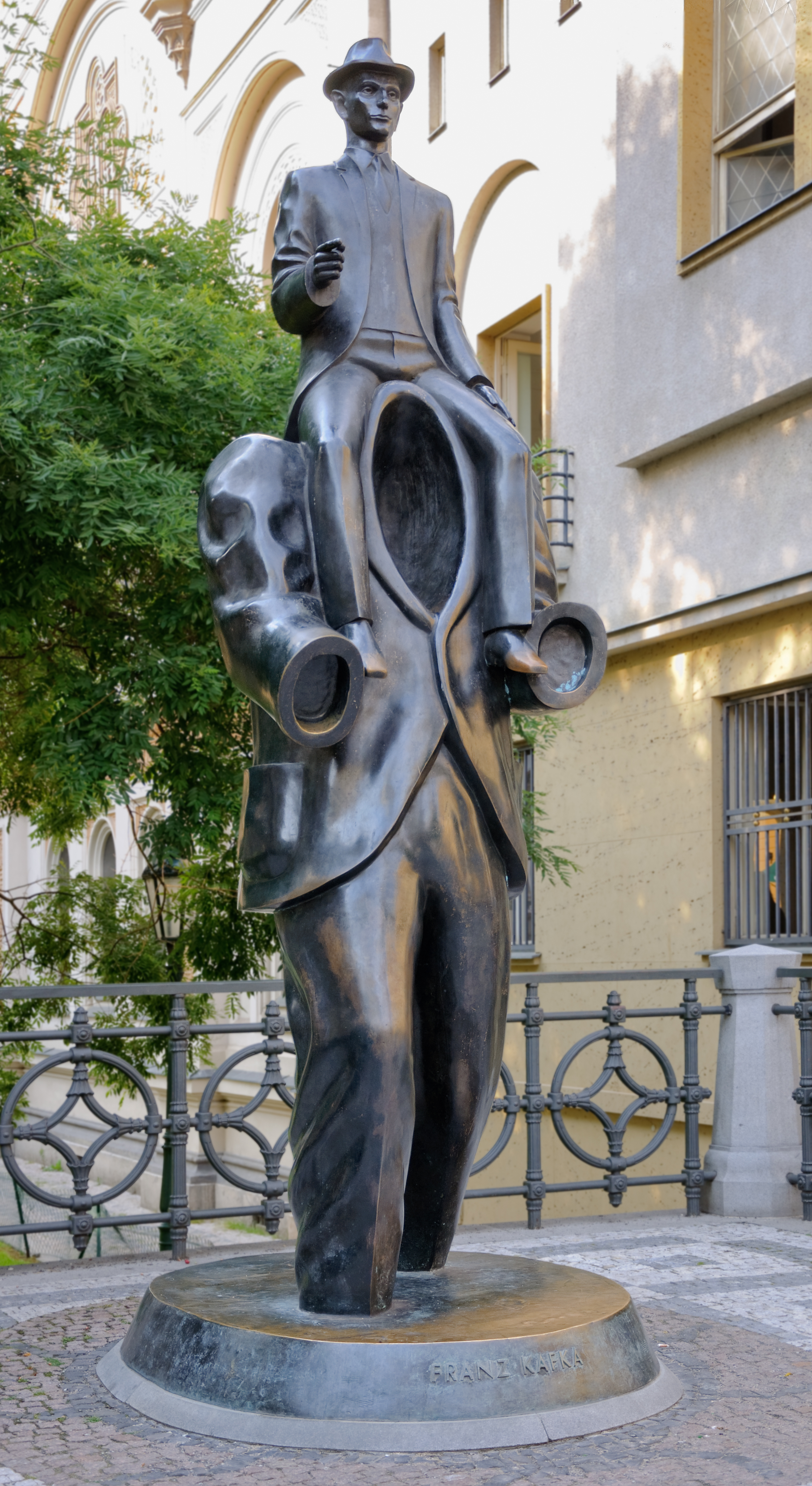
Estatua de Franz Kafka en Praga.
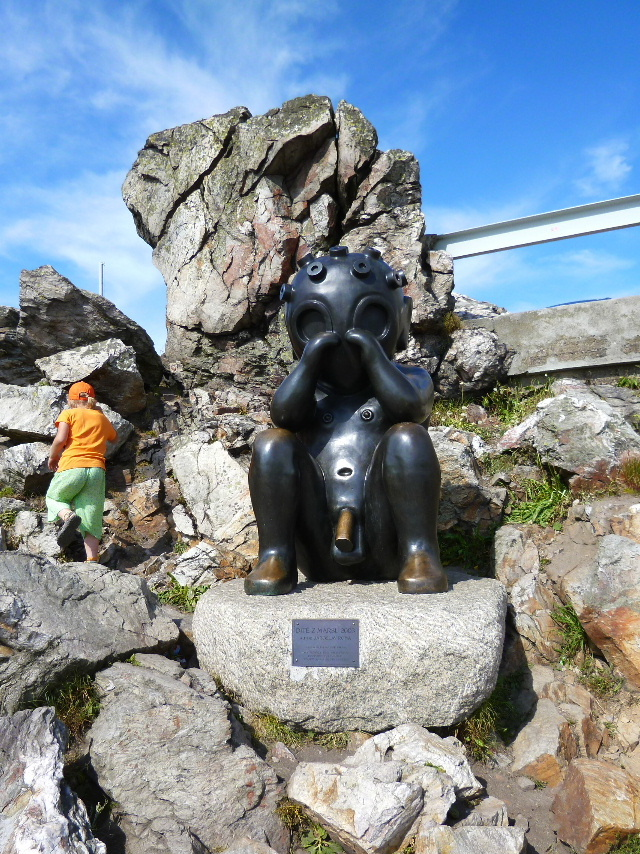
Estatua Little Martian, parque Hadovka, Praga.
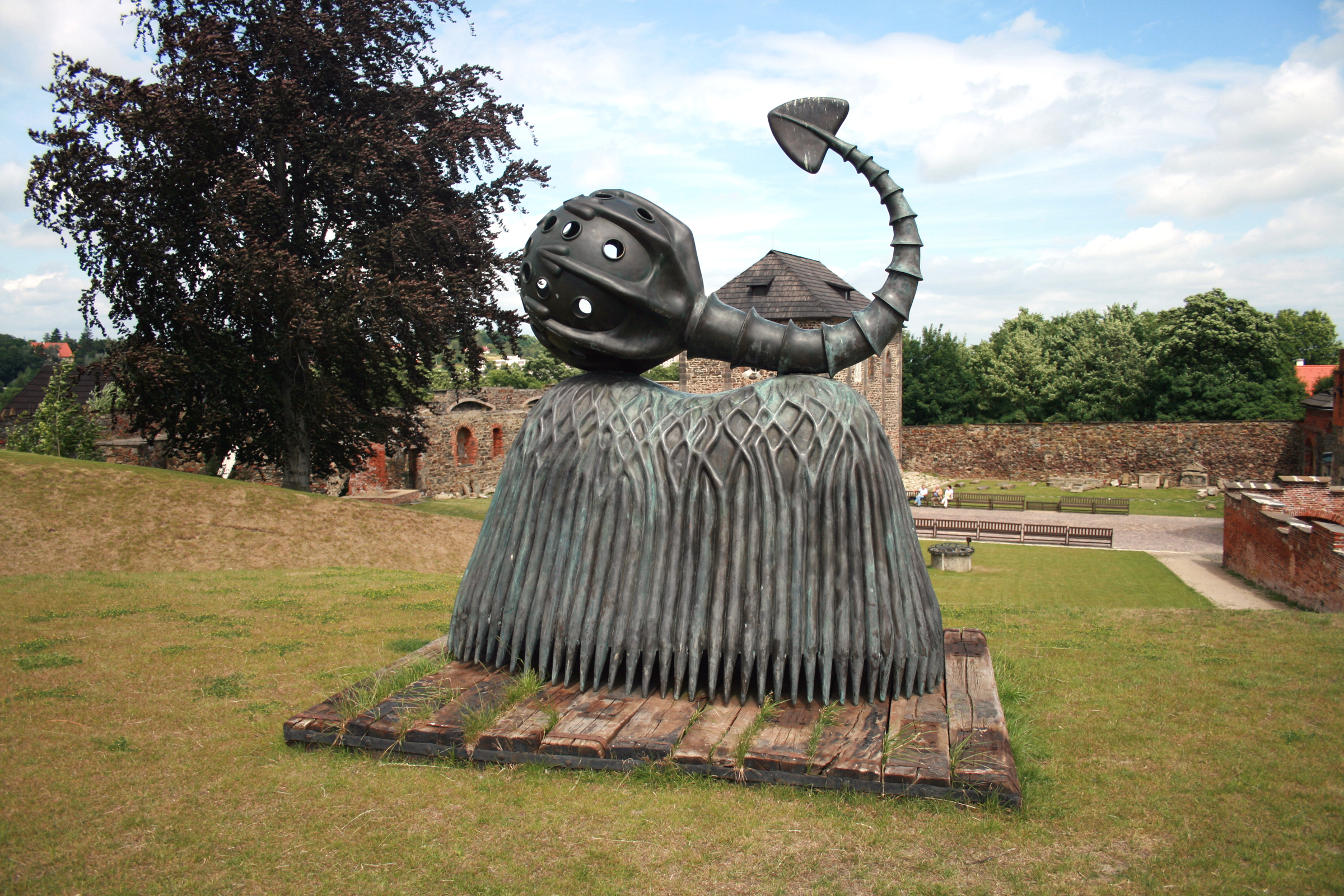
Sephia, Cheb, República Checa.